# Castillo de Alhama de Aragón
El castillo de Alhama de Aragón se alza sobre un espolón rocoso de la localidad zaragozana de Alhama de Aragón.

## Historia
Alhama de Aragón aparece nombrada en el Cantar de mio Cid, pero fue reconquistada definitivamente por Alfonso I en 1122 tras la toma de Calatayud. Sin embargo la primera referencia escrita que aparece de esta fortaleza es en el siglo XIV durante la guerra de los Dos Pedros, cuando los vecinos tuvieron que subir a refugiarse al castillo por peligro de invasión (1357). Fue conquistado por los castellanos y recuperado por los aragoneses en 1362. Esta situación volvió a repetirse a lo largo del siglo siguiente, reinando en Aragón Alfonso V y en Castilla Juan II, hasta que la paz de 1454 hizo que quedara definitivamente incorporada a la Corona de Aragón. No obstante, por la situación de esta localidad, al principio de los estrechos del río Jalón hasta Ateca, no sería de extrañar que previamente hubiera una fortificación musulmana en la zona.

## Descripción
Se alza sobre un espolón rocoso sobre el núcleo urbano. El conjunto consta de una torre de planta rectangular de unos nueve por seis metros de longitud construida en sillería bien trabajada. Mantiene íntegro el matacán con arcos semicirculares entre los canes, pero carece de almenas. El acceso tiene una portada con arco de medio punto. Tiene alguna ventana de pequeño tamaño y algunas saeteras. Desde la torre parte una muralla en dirección sur hasta el extremo del espolón rocoso.